# Маній Валерій Волуз Максим
Маній Вале́рій Волу́з Макси́м (лат. Manius Valerius Volusus Maximus; VI—V століття до н. е.) — політичний, державний і військовий діяч часів ранньої Римської республіки, диктатор 494 року до н. е.

## Життєпис
Походив з патриціанського роду Валеріїв, його гілки Волузів. Про дитячі й молоді роки відомостей не збереглося. Син Марка Валерія Волуза Максима, консула 505 року до н. е.
494 року до н. е. його було призначено диктатором, бо тодішні консули Авл Вергіній Трікост Целіомонтан і Тит Ветурій Гемін Цикурін не змогли впоратися із заворушеннями плебеїв, які вважали, що їхні права були порушені, тому відмовлялись від призову до римського війська, що мало виступити проти сабінян, еквів і вольськів. Після тривалих перемовин Манію Валерію вдалося переконати плебеїв піти до війська. Маній Валерій зробив своїм заступником — начальником кінноти Квінта Сервілія Пріска Структа і на чолі 4 легіонів виступив проти найсильнішого ворога — сабінян і з легкістю їх розбив, за що отримав тріумф. Паралельно інші консули маючи кожний по 3 легіони у підпорядкуванні, хоч і не так вдало, Як Маній Валерій,але перемогли еквів і вольськів. Але римський сенат не задовольнив багато вимог плебеїв, через що Маній Валерій склав обов'язки диктатора. Заворушення продовжилися і призвели до появи нового магістрата — народного трибуна, який мав дбати за права плебеїв.
З того часу про подальшу долю Манія Валерія Волуза Максима згадок немає.

## Родина
- Син Марк Валерій Максим Лактука, консул 456 року до н. е.